# Криви камък
Криви камък (местното население нарича върха Криви камик) е връх в Люлин планина. Намира се на около 1.5 km. в посока север-североизток от село Люлин, Пернишко и на 12 km. югозападно от Банкя. Надморската му височина е 1127,78 m. Характерни за Криви камък са чистият въздух и обзорната гледка от три от страните му. Виждат се всички села в Пернишко, самият гр. Перник, Банкя, с.Дивотино, с. Люлин и части от гр. София.

## Описание и особености
В публикувания "Отчет за дейността на РИМ Перник Архив на оригинала от 2013-09-08 в Wayback Machine. през 2009 година" е съобщено, че с цел топографско и визуално съпоставяне на котите на светилищата в района на Пернишко са проведени обхождания в района на Люлин планина, връх Криви камик, като намиращото се там светилище е заснето с GPS Garmin модел 60 CSx от археолозите д-р Филип Михайлов и Анета Бакъмска.
В началото на 2011 г. в документ относно програмата на Секция „Тракийска археология“ на НАИМ-БАН е отбелязано, че на връх Криви Камък са извършени спасителни археологически разкопки от Михайлов и Бакъмска, а находките са отнесени към ранната Желязна епоха и късната Античност.
През август месец 2013 г. се появява съобщение за иманярска инвазия на върха, която е била извършена през пролетта на същата година. По информация на РИМ-Перник, археологическите данни свидетелстват, че в скалата на връх Криви камък е издълбана дупка, за която се предполага, че е служила за гроб, където е било положено тяло. Научната хипотеза, по която се работи, е че монолитната скала на едноименния връх е използвана за оброчище на слънцето, тъй като около нея са намирани фрагменти от керамика използвана за ритуали и обреди – документирани по-рано от археолозите в ранната Желязна епоха и т.нар. „Римска епоха“.

## Исторически контекст
Несъмнено слънчевото оброчище е свързано с праисторическото селище на западния дял на Люлин планина, което се е намирало на седловината между върховете Чучуль и Криви камък. На затревения терен на платото между двете халщатска и късноантична крепости се намират археологически материали от праисторическото селище. Тук са намирани тежести и много керамика с различна производствена техника. Днес над земята все още могат да се намерят отделни фрагменти от груба, дебелостенна халщатска керамика, която се намира заедно с фрагменти от тънкостенна латенска керамика. Праисторическото, а впоследтсвие и наследилото го тракийско селище е изградено в близост с двете крепости от връх Чучуль и от Криви камик. То е синхронно с тях и безспорно тясно свързано. В миналото теренът е обработван, но днес е затревен.
На естествено защитен терен, обхванат от скален масив, известен като Чучуль или Гола глава, върху площ от около 0,3 m² е изградена малка крепост през Халщатската епоха. Крепостната стена се очертава като вал над терена. Тя има ширина от около 1,50 m. Българският археолог Иван Велков, видял крепостта през 1930-те години, съобщава, че стената е била изградена от дребен камък без хоросан. На малкото плато, ограничено от крепостна стена, са намерени фрагменти от керамика, като някои парчета принадлежат към латенската керамика. През късната античност крепостта отново е обитавана. Върху северозападната ѝ част освен късноантична строителна и битова керамика има и много сгур и шлака. Те разкриват, че тук през тази епоха е ставала преработка на руди, пренесени от близките рудодобивни райони.
Халщатската и късноантична крепост на Криви камик се е намирала на около 2,2 km от сегашното село Дивотино. На естествено защитен терен, с подчертано стратегическо местоположение, през Халщатската епоха е изградена крепост, която е обхващала площ от около 0,5 m². Крепостната стена, очертана днес като вал, обхваща южния скат на възвишението. В миналото над земята били запазени части от крепостните стени, които били изградени от ломен камък. Днес на терена може да се открият само фрагменти от предримска и късноантична керамика. През първите години на римското господство крепостта е изоставена, но през късната античност тук отново е изградена малка крепост, свързана с близката и крепост на Чучуль и принадлежаща към същата укрепителна система.

## Фотогалерия
- Изглед на северозапад от върха
- Скална ниша от източната страна
- Ниша от северната страна
- Ниша от северозападната страна
- Скална ниша
- Пътеката към връх Криви камък
- Оброчният кръст на близкия връх Чучуль